# مردیت میشائیلز-بیرباوم
مردیت میشائیلز-بیرباوم (آلمانی: Meredith Michaels-Beerbaum؛ زادهٔ ۲۶ دسامبر ۱۹۶۹) سوارکار پرش اهل آلمان است.
از افتخارات وی میتوان به کسب مدال برنز پرش تیمی در بازی‌های المپیک تابستانی ۲۰۱۶ اشاره کرد.